# 미량영양소
미량영양소(微量營養素, micronutrients)는 극히 적은 양이기는 하나 식물의 생육에 없어서는 안 될 원소로 철, 아연, 망가니즈, 몰리브데넘, 구리 따위가 있다. 또한   아주 적은 양으로 작용하는 동물의 영양소로 비타민,미네랄 등이 있다.

## 대량영양소
영양소는 성장을 촉진하고 생리적 과정에 필요한 에너지를 공급하는 영양분이 있는 물질로 고등 동물에서는 대량영양소로 불리는 탄수화물ㆍ지방ㆍ단백질의 3대영양소가 있으며 한편 미량영양소에는 비타민ㆍ무기질 따위가 있다. 한편 고등 식물에서는 질소ㆍ칼륨ㆍ인 따위가 있다.
대량 영양소(Macronutrients)는 에너지를 제공한다. 대량 영양소는 여러 가지 방식으로 정의될수있다.
-  인간이 가장 많이 소비하는 화학 원소는 CHNOPS로 요약 된 탄소, 수소, 질소, 산소, 인 및 황이다.
-  인간이 가장 많이 소비하고 대량 에너지를 제공하는 화학 화합물은 탄수화물, 단백질 및 지방으로 분류된다. 물도 다량 섭취해야한다.
-  칼슘, 나트륨, 칼륨, 마그네슘 및 염화물 이온은 인 및 황과 함께 미량 영양소, 즉 비타민 및 기타 미네랄에 비해 다량 필요하기 때문에 다량 영양소와 함께 나열되며 후자는 종종 미량 또는 극미량 미네랄로 설명된다.
탄수화물은 설탕의 종류로 구성된 화합물이다. 탄수화물은 단당류 (예 : 포도당 및 과당), 이당류 (예 : 자당 및 유당), 올리고당 및 다당류 (예 : 전분, 글리코겐 및 셀룰로스)의 당 단위 수에 따라 분류된다.
단백질은 펩타이드 결합으로 연결된 아미노산으로 구성된 유기 화합물이다. 신체가 일부 아미노산 (필수 아미노산이라고 함)을 생산할 수 없기 때문에 식단에서 이를 공급해야한다. 소화를 통해 단백질은 프로테아제에 의해 분해되어 유리 아미노산으로 되돌아간다.
지방은 3 개의 지방산이 부착된 글리세린 분자로 구성된다. 지방산 분자는 단일 결합 (포화 지방산) 또는 이중 결합과 단일 결합 (불포화 지방산) 모두에 의해 연결된 비 분지 탄화수소 사슬에 부착된 -COOH 그룹을 포함한다. 지방은 세포막의 구성 및 유지, 안정된 체온 유지, 피부와 모발의 건강 유지에 필요하다. 신체는 특정 지방산 (필수 지방산이라고 함)을 생산하지 않기 때문에 식단을 통해 얻어야한다.
지방은 음식 에너지 함량이 그램 당 38 킬로 줄 (그램 당 9 킬로 칼로리)이고 단백질과 탄수화물 17kJ / g (4kcal / g)이다.

## 미량영양소
미량 영양소는 신진 대사를 지원한다.
-  식이 미네랄은 일반적으로 구리 및 철과 같은 미량 원소, 염 또는 이온등이다. 이러한 미네랄 중 일부는 인간의 신진 대사에 필수적이다.
-  비타민은 신체에 필수적인 유기 화합물이다. 이들은 일반적으로 신체의 다양한 단백질과 탄수화물,지방 대사에 대한 조효소 또는 보조 인자로 작용하기 때문에 중요하다.

## 같이 보기
- 생리활성물질
- 비타민 B6